# Слідопити Ітілієну
Слідопити Ітілієну (англ. Rangers of Ithillien), також відомі як Слідопити Півдня (Rangers of the Sud) та Слідопити Гондору (Rangers of Gondor), — елітні загони південних воїнів-дунедайн, що здійснювали розвідку в землях Ітіліену і охороняли дороги краю. 
2901 року Третьої Епохи в Ітілієн вторглись численні полчища мордорських урук-хаїв. Будучи невзмозі зупинити натиск ворогів війська намісника Тургона II відступили за Андуїн і разом із ними були змушені відійти всі жителі краю. За наказом намісника з колишніх мешканців було сформовано загони Слідопитів Ітілієну, котрі переправлялись через Андуїн і вели партизанську війну в захопленому ворогом краї. Одягнені в зелено-коричневі маскувальні плащі, Слідопити нападали на невеликі загони людей Гараду та моргульських орків. Для цих загонів у Ітілієні було споруджено потаємні бази-криївки, найголовніша з яких знаходилась на перевалі Хеннет Аннун (Вікно на Захід) на західному схилі Похмурих гір (Ефел-Дуат). Схованка збереглась до визволення Ітілієну в березні 3019 р. Т. Е.
Це була велика грубо обтесана печера, видовбана у скелі, схована за стіною водоспаду, що вливався у невеличке штучне озерце, розташоване в руслі  потоку, котрий впадав у Андуїн. Окрім розколини за завісою водоспаду до печери вів темний коридор, що закінчувався мокрими сходами, котрі виводили догори на невеликий, вирубаний у скелі уступ, з якого  одні сходи вели до високого берега над струмком, а інші завертали ліворуч угору та виводили на широку пласку скелю біля потоку. Інші підходи та ходи до гроту були замуровані. За словами Фарамира, раніше через печеру попід аркою текла вода, але будівничі давнини відвели джерела наверх скелі, і тепер вода падала з висоти більшої ніж колись.   
Як і слідопити Півночі, Слідопити Ітілієну говорили більше на синдарині, ніж на вестроні. Вони добре володіли луками, списами та стрілами.  
Напередодні та на початковому етапі  Війни Персня Слідопитами Ітілієну командував менший син намісника Денетора ІІ Фарамир. Його загін зустрів Фродо та Сема під час їхнього переходу через Ітілієн і, дізнавшись про Єдиний Перстень, не спокусився можливістю заволодіти ним. Більше того, він не відвів їх до свого батька, добре розуміючи, що той захоче заволодіти Перснем, що неодмінно стане загибеллю для всього Гондору(у фільмі Пітера Джексона цей момент обігрується інакше: Фарамир силоміць повів гобітів до Осгіліату, котрий вже був атакований полчищами Саурона. Зрозумівши небезпеку Персня, син намісника відпустив хранителів).  
У Четверту Епоху більшість колишніх слідопитів увійшли до Білого Загону, що став найпершим формуванням гвардії удільного князя Ітілієну Фарамира.